# Spring Mount Conservation Park
Spring Mount Conservation Park är en park i Australien. Den ligger i delstaten South Australia, omkring 58 kilometer söder om delstatshuvudstaden Adelaide.
Närmaste större samhälle är Victor Harbor, omkring 14 kilometer sydost om Spring Mount Conservation Park. 
I omgivningarna runt Spring Mount Conservation Park växer huvudsakligen savannskog. Runt Spring Mount Conservation Park är det ganska glesbefolkat, med 23 invånare per kvadratkilometer. Genomsnittlig årsnederbörd är 729 millimeter. Den regnigaste månaden är juni, med i genomsnitt 133 mm nederbörd, och den torraste är december, med 21 mm nederbörd.